# Амстердамский университет
Амстердамский университет (нидерл. Universiteit van Amsterdam, UvA) является одним из крупнейших в Европе (бюджет 600 млн евро, 31 тысяча студентов, 5 тысяч сотрудников).

## Общие сведения

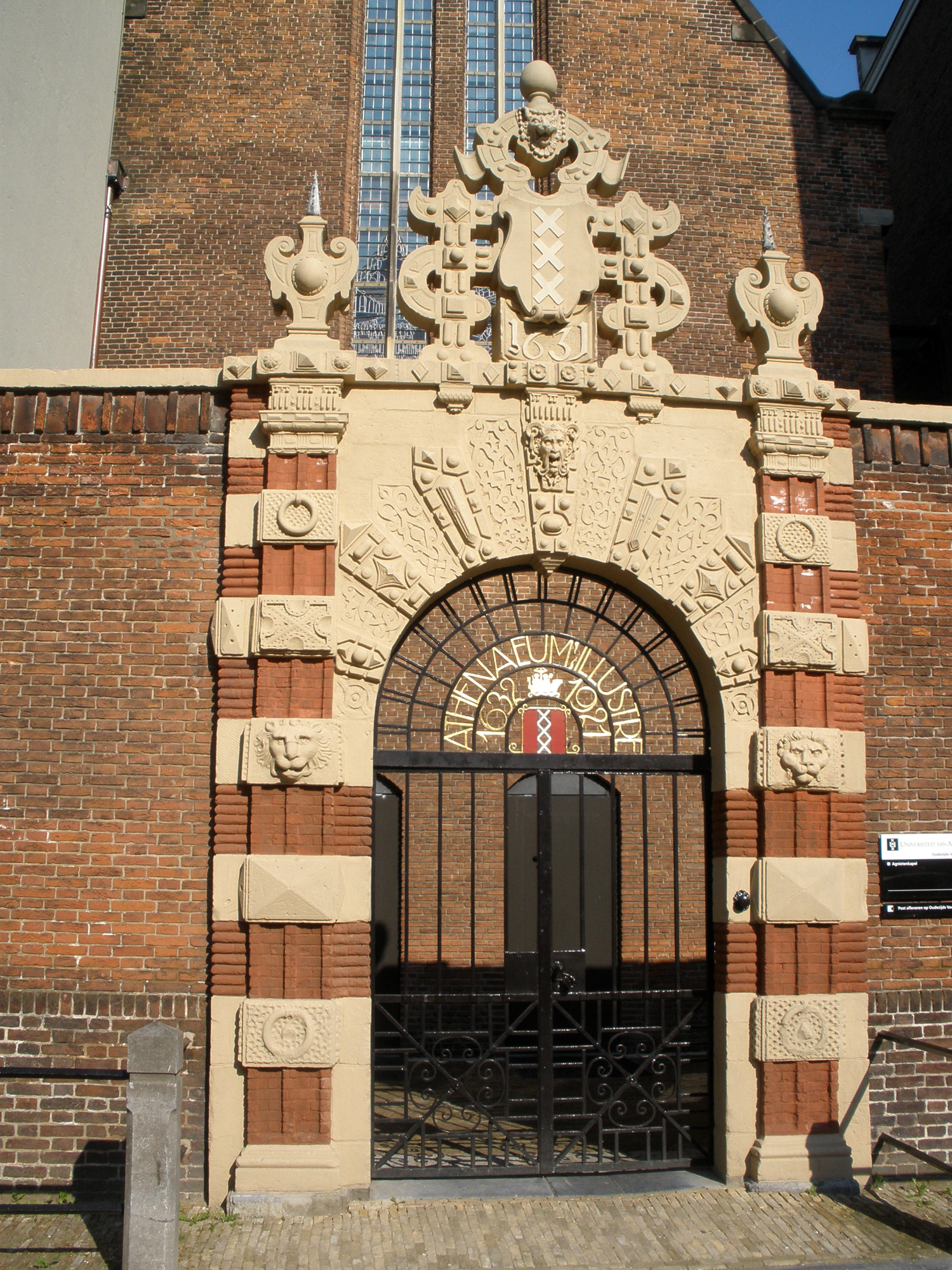
Вход в первичное здание университета, бывш. церковь женского монастыря Агниток (в районе красных фонарей)

История отсчитывается с 1632 года, когда в Амстердаме было основано учебное заведение Athenaeum Illustre («сиятельный Атеней»), где изучались история и философия; в том же веке в программу добавились право, медицина и богословие. До XIX века «Атеней» оставался небольшим училищем, там было не более 250 студентов и 8 преподавателей. 
В 1877 году преобразован в муниципальный университет Амстердама (нидерл. Gemeentelijke Universiteit van Amsterdam) и получил право выдавать учёные степени; также ему отошел Ботанический сад. Университет подчинялся городскому совету Амстердама, который в то время имел репутацию политически прогрессивного органа. 
В 1961 году университет перешёл в государственное подчинение. В 1960—1970-е не раз становился местом студенческих выступлений и борьбы за автономию.

## Организационная структура
Организационно состоит из семи факультетов:
- гуманитарный
- общественных наук и наук о поведении
- экономический
- правовой
- естественных наук и информатики
- медицинский
- стоматологический

Кроме того, имеется Международная школа гуманитарных дисциплин и общественных наук (англ. International School for Humanities and Social Sciences, где преподавание ведётся только по-английски, Физический институт имени Яна ван дер Ваальса и Питера Зеемана, Химический институт имени Якоба Вант Гоффа и Астрономический институт имени Антона Паннекука.